# Deutsche Reichsbahn under andra världskriget

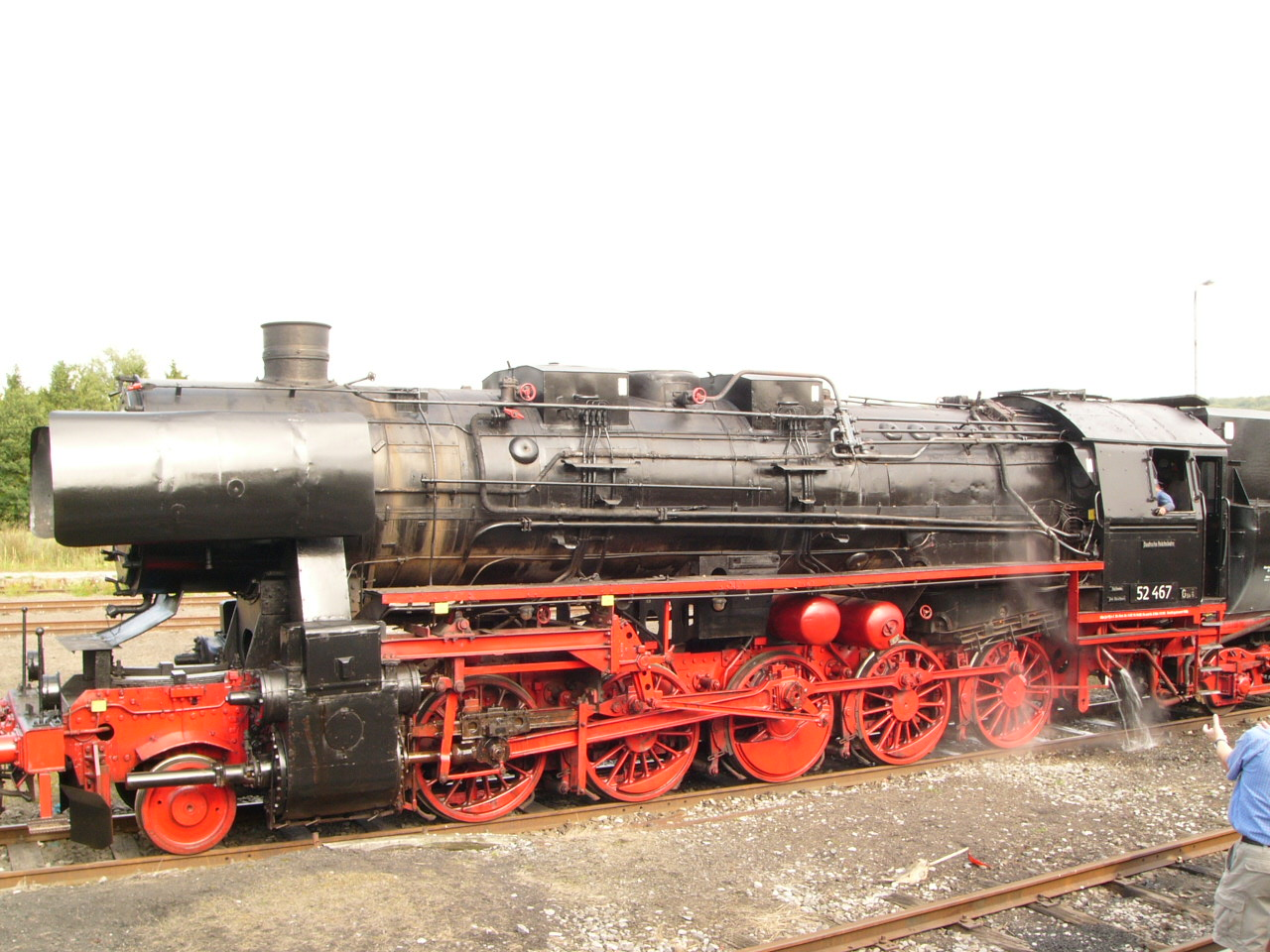
Krigslokomotiv av typen BR 52.

Deutsche Reichsbahn kom att spela en nyckelroll för Nazitysklands krigföring under andra världskriget samt för genomförandet av Förintelsen.

## Före kriget
Efter att åter ha blivit en statlig myndighet 1937 var Deutsche Reichsbahn underställt Reichsverkehrsministerium (Rikstransportministeriet). 1938 införlivades Österreichische Bundesbahnen efter Anschluss. I augusti 1939 var Deutsche Reichsbahn organiserat i 29 stycken distrikt (reichbahndirektionen), två byggnadsavdelningar, tre driftsledningar, en elektriskdriftsledning och två byggnadsavdelningar för elektrifiering. Distrikten var: Augsburg, Berlin, Breslau, Dresden, Erfurt, Essen, Frankfurt, Halle, Hamburg, Hannover, Karlsruhe, Kassel, Köln, Königsberg, Linz, Mainz, München, Münster, Nürnberg, Oppeln, Osten, Regensburg, Saarbrücken, Schwerin, Stettin, Stuttgart, Villach, Wien och Wuppertal. Under de 29 distrikten fanns totalt 385 driftsavdelningar, 144 trafikavdelningar, 148 maskinavdelningar.
Före krigsutbrottet 1939 förfogade Deutsche Reichsbahn över 23000 lokomotiv, 1892 rälsbussar, 69000 personvagnar och 605000 godsvagnar.

## Polen

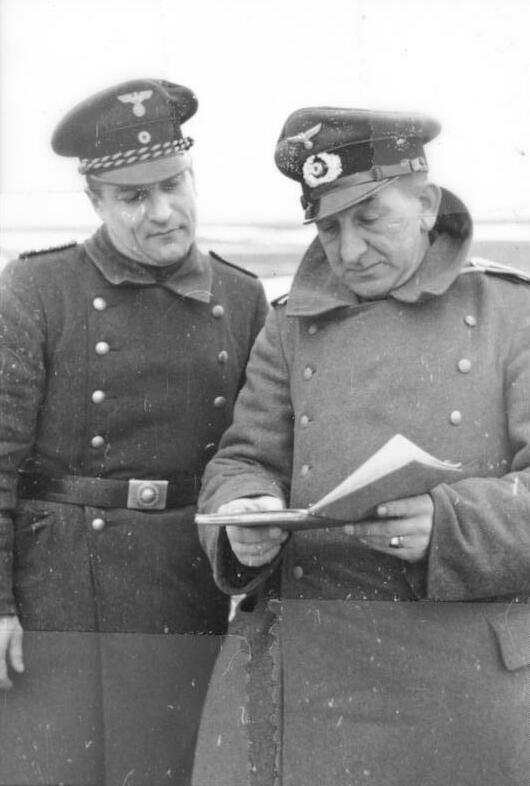
Järnvägare (till vänster) och tysk underofficer i Polen 1941

Efter invasionen av Polen insåg man att Wehrmacht saknade tillräckliga mängder järnvägsingenjörstrupper för att kunna återställa erövrade järnvägslinjer tillräckligt snabbt för att effektivt försörja en framryckande armé.
Efter fälttågets slut etablerades Gedob (Generaldirektion der Ostbahn) den 26 oktober 1939 med högkvarter i Krakow för att kontrollera järnvägsnätet i Generalguvernementet, detta var en självständig enhet i förhållande till Deutsche Reichsbahn. Gedob var organiserat i distrikten Ostbahndirektion Krakau, Lemberg, Lublin, Radom och Warschau. I oktober 1940 startade Otto-programmet för att förstärka kapaciteten i järnvägsnätet i östra Tyskland och Generalguvernementet inför den kommande invasionen av Sovjetunionen. Målet var att fördubbla den befintliga kapaciteten. Som mest arbetade 30 000 polska och tyska järnvägsarbetare i programmet tills det avslutades den 15 juni 1941. År 1939 kunde 84 tåg per dag skickas österut, efter Otto-programmet kunde i juni 1941 220 tåg per dag avgå österut. Inför operation Barbarossa anlände under de första fem månaderna av 1941 närmare 34 000 tåglaster med förnödenheter och trupper till stationer i uppmarschområdena inför invasionen, stora delar av denna tågtrafik doldes som civila tåg.

## Sovjetunionen

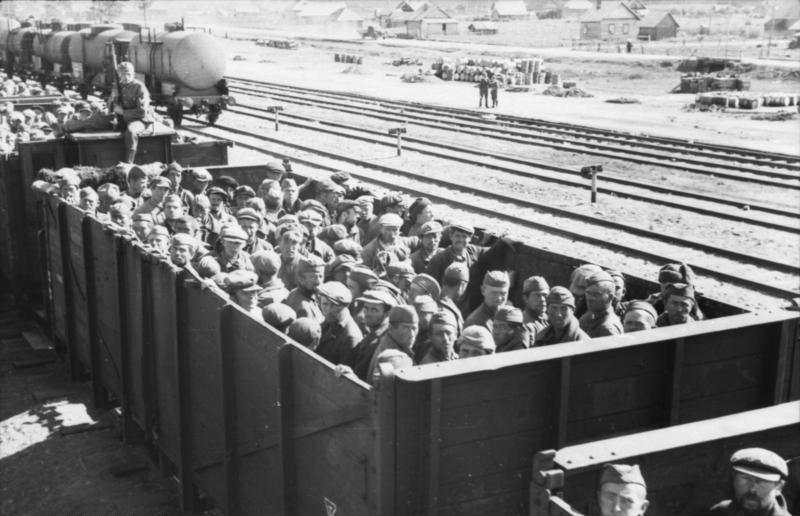
Transport av sovjetiska krigsfångar i öppna lådvagnar på Vitebsk station den 21 september 1941.

Den grundläggande problematiken med logistiken under invasionen av Sovjetunionen var att majoriteten av det sovjetiska järnvägsnätet hade spårvidden 1524 mm jämför med det europeiska järnvägsnätets 1435 mm. Delar av de nyligen annekterade baltiska staterna hade fortfarande vissa normalspåriga linjer som ännu inte hade hunnit byggas om av Sovjet. För att klara av den import från Sovjetunionen som möjliggjordes av Molotov-Ribbentrop pakten byggdes två bangårdar för spårviddskonvertering, en vid Malaszevica och den andra vid Przemsyl. Dessa två skulle bli viktiga knutpunkter när operation Barbarossa inleddes.
Som en förberedelse för den kommande invasionen av Sovjetunionen bildades tre Feldeisenbahndirektionen under våren 1941 som skulle sätta de erövrade järnvägarna i drift för att kunna föra fram förnödenheter till de stridande förbanden. Dessa skulle även påbörja arbetet med att konvertera de bredspåriga järnvägslinjerna till normalspårvidd. Med hjälp av speciella ombyggnads tåg som medförde kraftiga hydraulpressar konverterades även rullande material till normalspårvidd, vagnar kunde vanligtvis konverteras utan större svårigheter, man pressade bara hjulen 44,5 millimeter längre in på axeln. Lok kunde endast konverteras till normalspårvidd om dessa var byggda för denna spårvidd från början och senare konverterade till bredspår.
- FBD 1 skulle stödja armégrupp Nord men kom att dras tillbaka och användas för kampanjen på Balkan. I juni 1940 sattes FBD 4 upp i Danzig som en ersättning.
- FBD 2 skulle stödja armégrupp Mitte.
- FBD 3 skulle stödja armégrupp Süd.

Den 6 september 1941 sattes fyra Haupteisenbahndirektionen upp för att ta över driften av de konverterade järnvägslinjerna i de bakre områdena. Kontrollen över järnvägsnätet låg inte hos de två Reichskommissariat som administrerade de ockuperade delarna av Sovjetunionen utan hos en transportledning (Generaldirektion Osten) med säte i Warszawa.
- HBD Süd i Kiev bytte namn till Reichsverkehrsdirektion Kiew den 15 januari 1942 och upplöstes den 25 juli 1944.[4]
- HBD Mitte i Minsk bytte namn till Reichsverkehrsdirektion Minsk den 15 januari 1942 och upplöstes den 25 juli 1944.[5]
- HBD Ost i Poltava bytte namn till Reichsverkehrsdirektion Poltawa den 15 januari 1942 och upplöstes den 22 november 1942.[6]
- HBD Nord i Riga bytte namn till Reichsverkehrsdirektion Riga den 15 januari 1942 och upplöstes i januari 1945.[7]

Den hårda vinter 1941/1942 kom det tyska järnvägsnätet i de erövrade områdena i öst att i stort sett total bryta samman. Redan inför den sista offensiven för att försöka erövra Moskva började den bristande kapaciteten i järnvägsnätet att visa sig. Man hade svårt att bygga upp förråd inför offensiven utan anfalls förbanden var ofta tvungna att invänta leveranser av drivmedel innan man kunde fortsätta. När vintern sedan kom hade man inte kapacitet nog att få fram tillräckliga mängder mat, bränsle och ammunition, än mindre någon vinterutrustning. I slutet av 1941 var endast 20 % av de tyska loken på östfronten funktionsdugliga. I januari och februari 1942 kunde endast 19 tåg med förnödenheter per dag skickas österut för att försörja hela den tyska armén på östfronten.
I maj 1942 förfogade de fyra Reichverkehrsdirektionen över 15975 kilometer normalspår och 24 kilometer breddspår. Samtidigt så drev de tre Feldeisenbahndirektionen trafik på 4334 km normalspår och 1326 km bredspår. Trafiken på järnvägsnätet i öst bedrevs från början nästan uteslutande med lok som lånades in från distrikt i Tyskland, senare tillkom leveranser av Kriegslokomotive av typen BR 52.

## Civil användning

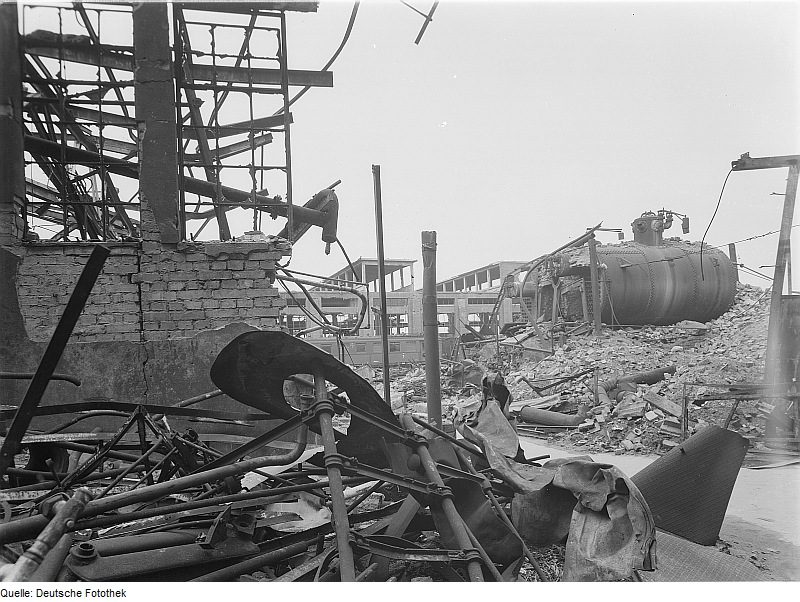
Reichsbahn bombades som strategiskt mål. Förstörda verkstäder 1945.

Förutom sin roll i den rent militära försörjningskedjan användes det tyska järnvägsnätet även till mer civila transporter. Stora mängder råvaror transporterades tillbaka riket från de ockuperade områdena:
- Stenkol från Ukraina
- Mangan från Nikopol
- Järnmalm från gruvor kring Kryvyj Rih
- Timmer från Estland, Lettland och Litauen
- Oljeskiffer från Estland
- Säd och andra matvaror från Ukraina

## Förintelsen

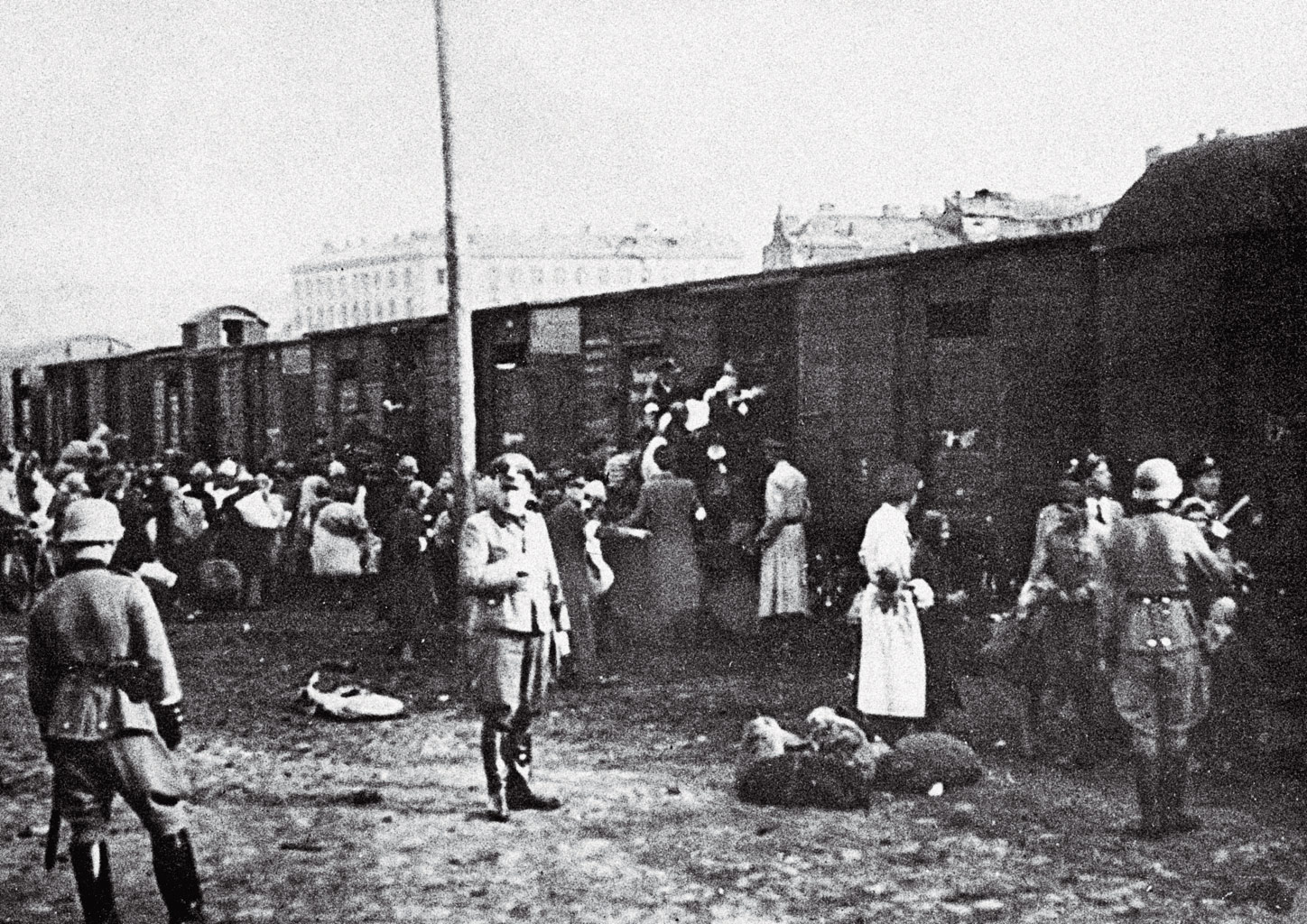
Omlastning av polska judar från Warszawas getto vid Umschlagplatz för vidare transport till Treblinka

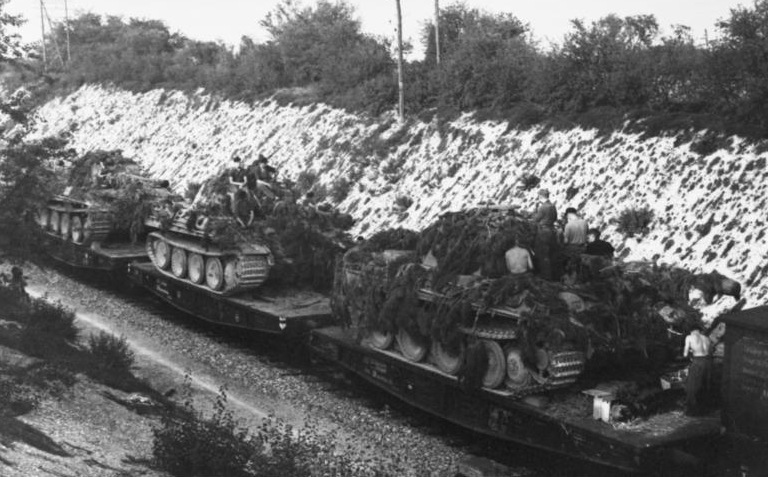
Transport av Panzer V "Panther" genom Frankrike i juni 1944

Systemet med förintelseläger byggde på att offren kunde fraktas till lägren i en hög och jämn takt. Ofta har järnvägens arkiv varit en viktig källa för att uppskatta antalet offer i förintelseläger. Detta på grund av att järnvägens arkiv inte har förstörts i samma utsträckning som arkiven från SS administration av förintelsen. Genom att SS fick betala för varje enskild resande, såväl offer som för vaktpersonalen som reste med tågen, har järnvägsarkiven kunnat ge detaljer om hur många offer som transporterades till respektive läger.

## Tåg
Deutsche Reichsbahn och Wehrmacht föredrog att använda ett antal typer av standardsammansättningar av tåg för att transportera trupper och förnödenheter. En infanteridivision krävde mellan 35 och 40 standardtåg för att transporteras, en pansardivision kunde kräva upp till 80 tåg.
- Sonderzüge med mellan 30 och 35 vagnar transporterade tunga stridsvagnar som Tiger I eller Panther, plus personal och övrig utrustning,
- Sonderpanzerzüge med 33 vagnar transporterade tjugo medeltunga stridsvagnar som Panzer IV
- Kraftfahrzüge med 51 vagnar transporterade 250 man, tjugo tunga fordon, tjugo lätta fordon
- Infanteriezüge transporterade infanteriförband och dess utrusning. Tågen bestod av ungefär 55 vagnar som transporterade cirka 350 man, tio tunga fordon, tio lätta fordon och 70 hästar, plus annan utrustning.
- Pferdeersatzzüge med 55 slutna vagnar som vardera lastade 8 varmblodiga hästar eller 6 kallblodiga draghästar. Totalt mellan 330 och 440 hästar på ett tåg.

### Rullande materiel
- Littera SSmys och Sa 705 sexaxlig flatvagn för tunga stridsvagnar
- Littera SSy "Koeln" fyraxlig flatvagn för tunga laster
- Littera R10 tvåaxlig, flatvagn lastkapacitet cirka 9.400 kg
- Littera R10 "Stuttgart" tvåaxlig, flatvagn med bromskupé
- Littera Ommr "Dresden" och "Linz" tvåaxlig lådvagn vanligt förekommande som luftvärnsvagn i tågsätt med en kulspruta eller en lätt luftvärnskanon i en eldställning skyddad av sandsäckar.
- Littera Ommru "Villach" tvåaxlig lådvagn lastkapacitet cirka 10.000 kg
- Littera OOt "Saarbruecken" fyraxlig lådvagn för koltransport
- Littera Om "Breslau" tvåaxlig, lådvagn med bromskupé

### Specialtåg

#### Hitlers specialtåg
Hitler använde ett specialtåg (Führersonderzug) för sina resor. Det fick 1940 under namnet Führersonderzug "Amerika"; senare kallades det Führersonderzug "Brandenburg" . Under Balkanfälttåget utgjorde tåget även stabsplats för Führerhauptquartier med kodnamnet FHQu "Frühlingssturm". Tåget var 1941 sammansatt av:
- Två tandemkopplade lok
- En luftvärnsvagn med två 2 cm Flakvierling 38 som var en fyrpipig luftvärnskanon, en i vardera ända av vagnen.
- En godsvagn
- Führervagnen, som användes av Hitler personligen
- En stabsvagn, med sammanträdeskupé och sambandscentral
- En eskortvagn för Hitlers personskydd
- En restaurangvagn
- Två gästvagnar
- En badvagn för personlig hygien
- Ytterligare en restaurangvagn
- En pressinformationsvagn
- Slutligen ytterligare en luftvärnsvagn

Referens:

#### Andra specialtåg
- Ministerzug (ministertåget) användes av utrikesminister Joachim von Ribbentrop och Reichsführer-SS Heinrich Himmler
- Sonderzug "Afrika" (också benämnd ""Braunschweig"), användes av chefen för OKW Wilhelm Keitel
- Sonderzug "Asien" (också benämnd "Pommern") användes av Hermann Göring
- Sonderzug "Atlantik" (också benämnd "Auerhahn"), använt av cheferna för Kriegsmarine, Erich Raeder och Karl Dönitz
- Sonderzug "Atlas" (också benämnd "Franken"), ett stabståg använt av chefen för OKWs operativa ledning
- Sonderzug "Enzian", ett stabståg använt av chefen för flygvapnets signalväsende (Nachrichtenwesens der Luftwaffe)
- Sonderzug "Ostpreußen" (också benämnd "Sonderzug 4"), använt Oberkommando des Heeres (OKH)
- Sonderzug "Robinson 1", använt chefen för Luftwaffes kommandoavdelning
- Sonderzug "Robinson 2", använt chefen för flygstaben
- Sonderzug "Steiermark" (också benämnd "Heinrich" and "Transport 44") användes av Reichsführer-SS Heinrich Himmler
- Sonderzug "Westfalen", använt av utrikesminister Joachim von Ribbentrop
- Sonderzug "Württemberg", använt av arméns generalstab

Referens:

## Personal

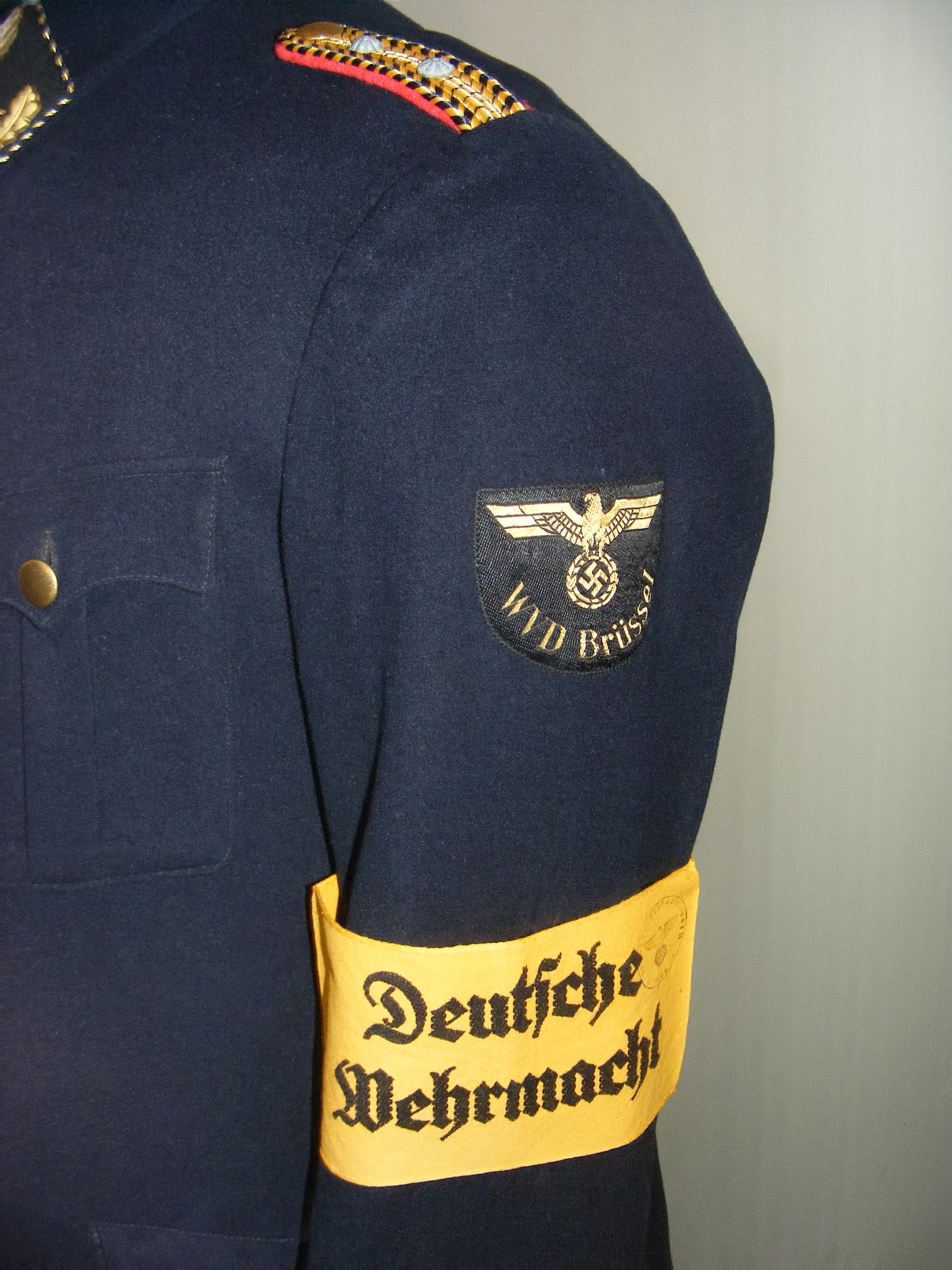
Uniformsdetaljer för en tjänsteman i lönegrad 9.

Deutsche Reichsbahn hade en hierarkisk och uniformerad arbetar- och tjänstemannakår. Tjänstemännen tillhörde fyra olika befordringsgångar och befattningarna var klassificerade efter lönegrad, från den lägste banvakten till rikskommunikationsministern. På uniformen fanns gradbeteckningar vilka angav vilken lönegrad uniformsinnehavaren hade. Andra uniformsdetaljer betecknade personalkategori (arbetare eller tjänsteman) och befordringsgång (lägre tjänsteman, lägre mellantjänsteman, högre mellantjänsteman, högre tjänsteman). Tjänstemän i lönegraderna 12-17a var lägre tjänstemän; 7a-11 var lägre mellantjänstemän; 4-7 var högre mellantjänstemän; B3-3 var högre tjänstemän.

### Lönegrader och tjänstebenämningar

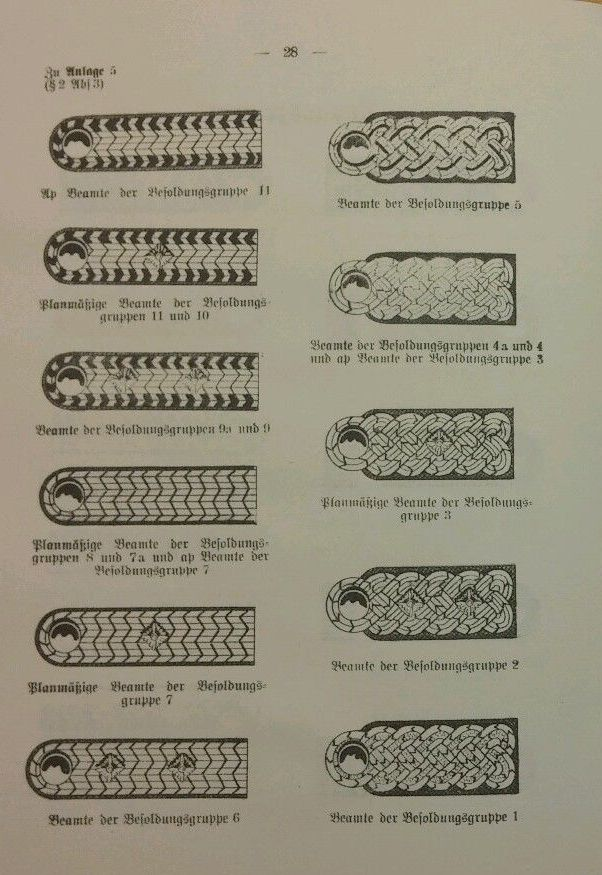
Gradbeteckningar modell 1935 för tjänstemän i löngegraderna 1-11.

| Lönegrad DRB | Motsvarande löngegrad RBO | Tjänstebenämning | Svensk översättning |
| ------------ | ------------------------- | --- | --- |
| 17a          | -                         | Reichsbahnhelfer | Skrivbiträde |
| 17           | -                         | Bahnwart Schrankenwart | Banvakt Bomvakt |
| 16           | A10b                      | Amtsgehilfe Pförtner Botenmeister | Kontorsbiträde Portvakt Expeditionsvakt |
| 15           | -                         | Maschinist Materialaufseher Leitungsaufseher/Leitungsoberaufseher Rottenführer Rangieraufseher Bahnhofsschaffner/Oberbahnhofsschaffner Fahrladeschaffner/Oberfahrladeschaffner Triebwagenschaffner/Triebwagenoberschaffner Zugschaffner/Oberzugschaffner Weichenwart/Oberweichenwart | Maskinbiträde Förrådsvakt Ledningsvakt Banbiträde Bangårdsbiträde Stationskarl Godsbiträde Rälsbusskonduktör Konduktör Trafikbiträde                                                                        |
| 14a          |                           | Obermaschinist | Förste maskinbiträde |
| 14           | A10a                      | Wagenaufseher Amtsmeister Hausinspektor Oberbotenmeister Reichsbahnbetriebsassistent | Vagnskötare Kontorist Förste portvakt Förste expeditionsvakt Förste trafikbiträde |
| 13           | A9a                       | Lokomotivheizer Triebwagenführer | Lokeldare Rälsbussförare |
| 12           | -                         | Materialmeister Leitungsmeister Rottenmeister Rangiermeister Lademeister Stellwerksmeister Oberlokomotivheizer Reichsbahnbetriebswart | Förrådsförman Ledningsförman Banförman Bangårdsförman Godsförman Ställverksförman Förste lokeldare Trafikförman                                                                                             |
| 11           | A8a                       | Reservelokomotivführer Wagenmeister Signalwerkführer Telegrafenwerkführer Werkführer Reichsbahnassistent | Reservlokförare Vagnförman Signalförman Telegrafförman Verkstadsförman Stationsmästare vid 7:e klassens station                                                                                             |
| 10           | -                         | Zugführer | Tågmästare |
| 9a           | -                         | Oberleitungsmeister Oberrottenmeister Oberrangiermeister Oberlademeister Oberstellwerksmeister Oberwagenmeister Obersignalwerkführer Obertelegrafenwerkführer Oberwerkführer Oberzugführer                                                                                           | Förste ledningsförman Förste banförman Förste bangårdsförman Förste godsförman Förste ställverksförman Förste vagnförman Förste signalförman Förste telegrafförman Förste verkstadsförman Förste tågmästare |
| 9            | A7a                       | Lokomotivführer Signalwerkmeister Telegrafenwerkmeister Wagenwerkmeister Werkmeister Reichsbahnsekretär | Lokförare Signalmästare Telegrafmästare Vagnmästare Verkmästare Stationsmästare vid 6:e klassens station/Järnvägsassistent                                                                                  |
| 8            | A5b                       | Seesteuermann | Färjestyrman |
| 7a           | A4d                       | Oberlokomotivführer Signaloberwerkmeister Telegrafenoberwerkmeister Wagenoberwerkmeister Oberwerkmeister Reichsbahnobersekretär | Lokmästare Förste signalmästare Förste telegrafmästare Förste vagnmästare Förste verkmästare Stationsmästare vid 5:e klassens station/Förste järnvägsassistent                                              |
| 7            | A4c2                      | Reichsbahninspektor | Stationsinspektor vid 4:e klassens station/Byråassistent |
| 6            | A4b1                      | Reichsbahnoberinspektor | Stationsinspektor vid 3:e klassens station/Förste byråassistent |
| 5            | A3b                       | Reichsbahnamtmann | Stationsinspektor vid 2:a klassens station/Byråinspektör |
| 4a           | -                         | ? | |
| 4            | A2d                       | Reichsbahnoberamtmann | Stationsinspektor vid 1:a klassens station/Förste byråinspektör |
| 3            | A2c2                      | Reichsbahnrat | Trafikinspektör Baningenjör Byråingenjör Maskiningenjör Signalingenjör Telegrafingenjör Verkstadsingenjör Förste byråsekreterare                                                                            |
| 2            | A2b                       | Reichsbahnoberrat | Förste trafikinspektör Förste baningenjör Förste byråingenjör Förste maskiningenjör Förste verkstadsingenjör                                                                                                |
| 1a           | A1b                       | Reichsbahndirektor | Byrådirektör |
| 1            | A1a                       | Ministerialrat Vizepräsident Abteilungspräsident | Byråchef Järnvägsdirektör Avdelningschef |
| B7a          | B7a                       | Präsident RBD | Distriktschef |
| B4           | B4                        | Ministerialdirektor | Överdirektör |
| B3b          | B3b                       | Staatssekretär und Stellvertretender Generaldirektor | Statssekreterare och souschef |
| B3a          | B3a                       | Reichsverkehrsminister und Generaldirektor | Riksminister och chef |

DRB = Deutsche Reichsbahn RBO = Reichsbesoldungsordnung
Lönegrader likställda med militära grader
- B3a, B3b = General
- B4 = Generalleutnant
- B7a = Generalmajor
- 1, 1a = Oberst
- 2 = Oberstleutnant
- 3, 4 = Major
- 5 = Hauptmann, Major
- 6 = Hauptmann
- 7 = Oberleutnant
- 7a, 8 = Leutnant
- 9 = Stabsfeldwebel
- 9a, 10, 11 = Oberfeldwebel
- 12, 13, 14 = Feldwebel
- 14a, 15, 16, 17, 17a = Unteroffizier

Källa: